# Strömstad
För andra betydelser, se Strömstad (olika betydelser).

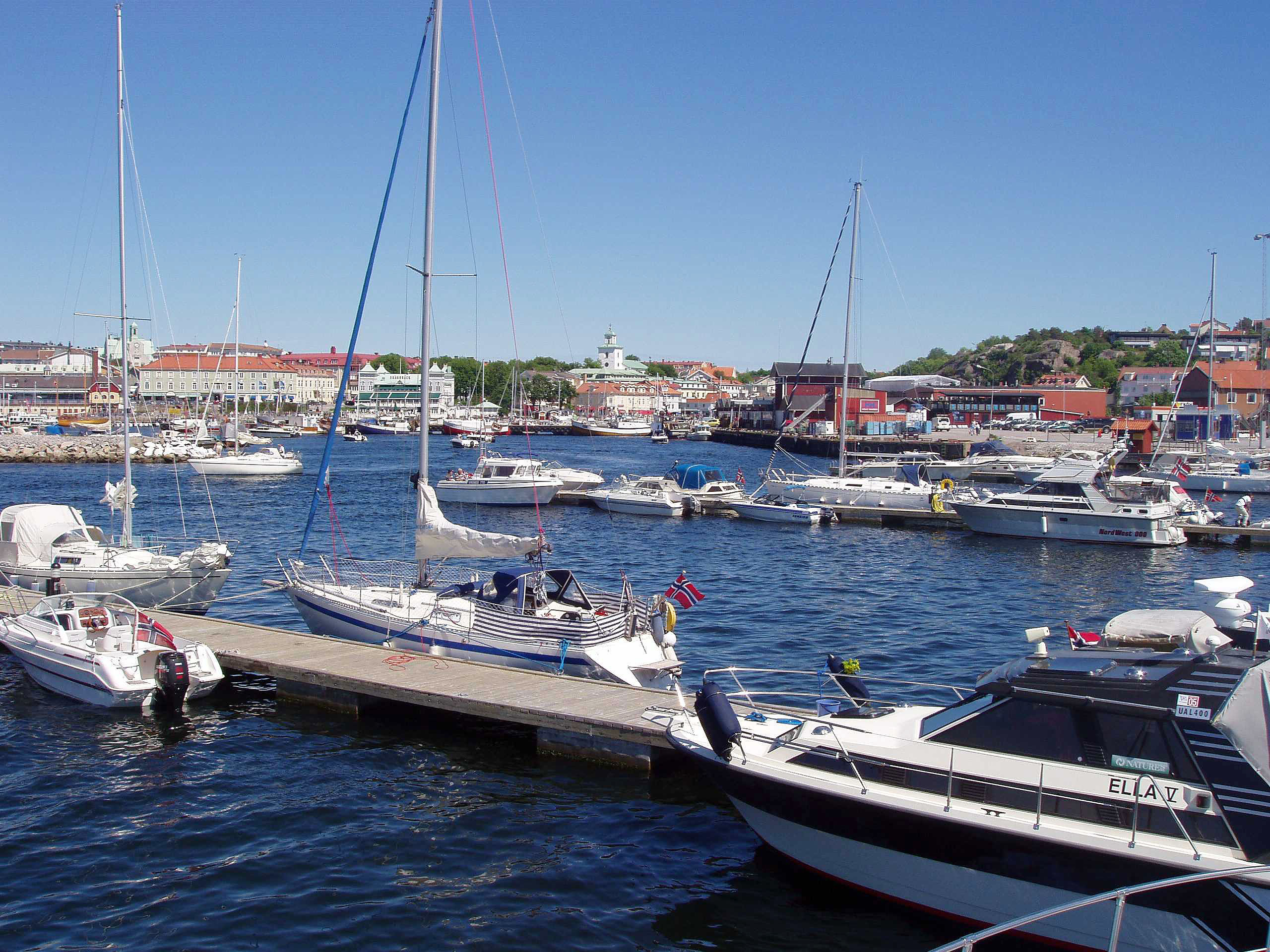
Södra hamnen, med bland annat Societetshuset Skagerack, 2006

Strömstad är en tätort och centralort i Strömstads kommun i norra Bohuslän.
Strömstad, som är Sveriges västligaste stad, ligger vid Skagerack med riksgränsen till Norge 20 kilometer norrut och österut. E6 går strax utanför Strömstad.

## Historia

### Förhistorisk tid
De första kända invandrarna till Bohuslän kom någon gång mellan år 5500 och 4000 före vår tideräkning och bosatte sig vid Lihult intill sjön Lången i den östra delen av Strömstads kommun. Lihultskulturen är känd för sina stenyxor av grönsten som tillverkades med en typisk form. Lihultarna importerade grönsten, vilken förädlades för export i regionen.
Strömstad har fornlämningar och kulturmiljöer från äldre stenåldern och framåt. Här finns megalitgravar, domarringar, rösen och hällristningar. En av de förnämsta kulturmiljöerna i landet är området vid Blomsholm med sin magnifika skeppssättning, domarring, högar och gravfält.

### 1500- och 1600-talet
Vid utloppet från Strömsvattnet anlades under 1500-talet timmerlastplatsen Strömmen. Efter det att Bohuslän genom freden i Roskilde 1658 blivit svenskt, uppstod ett behov av en stad i norra delen av landskapet för att avleda västkustens handel från Fredrikshald (nuvarande Halden) i Norge. Strömmen fick köpingsrättigheter 1667 som lydköping under Göteborgs stad, Marstrands stad och Uddevalla stad. Det är inte helt klart när stadsrättigheter erhölls. I ett kungabrev 1672 kallas samhället "staden Strömstad" och hade då redan ordnat stadsstyre med borgmästare och råd. Den förste borgmästaren hette Anders Jutterbock. Stadsrättigheterna stadfästes formellt av Karl XI den 15 april 1676.
Den första stadsplanen "avrijtat anno 1695" av Johan Kempenschiöld omfattar några tomter efter åns södra sida och vid stranden. Stadens dåtida grundstruktur med kyrka och torg överensstämmer med dagens.
På grund av sitt läge nära gränsen till Norge har Strömstad berörts av konflikter mellan de nordiska länderna. Redan 1675 brände och skövlade den danske generalen Gyldenlöwe staden samt höll den besatt till freden i Lund 1679.

### 1700-talet

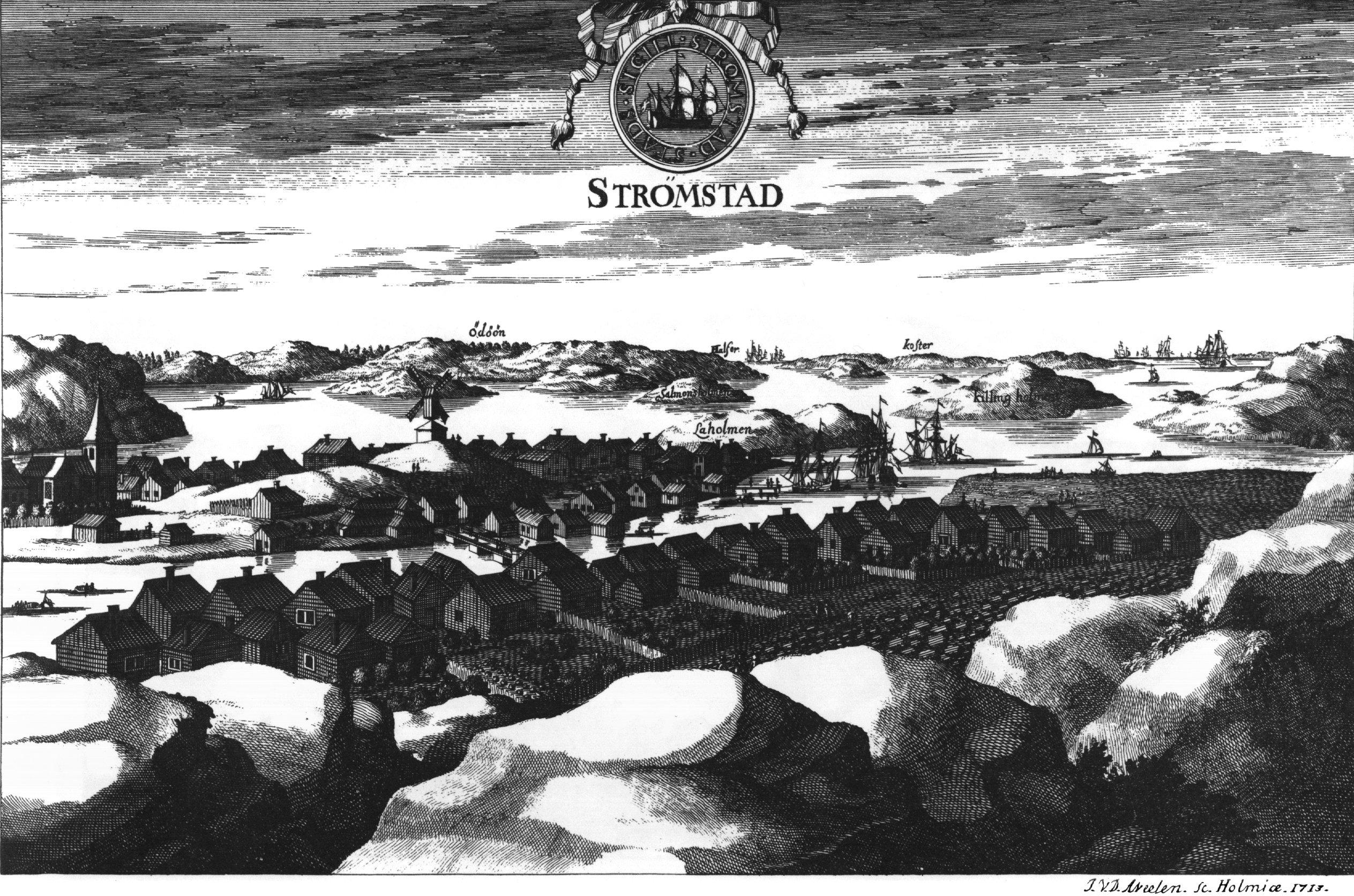
Strömstad i Erik Dahlberghs Suecia Antiqua et Hodierna omkring 1700

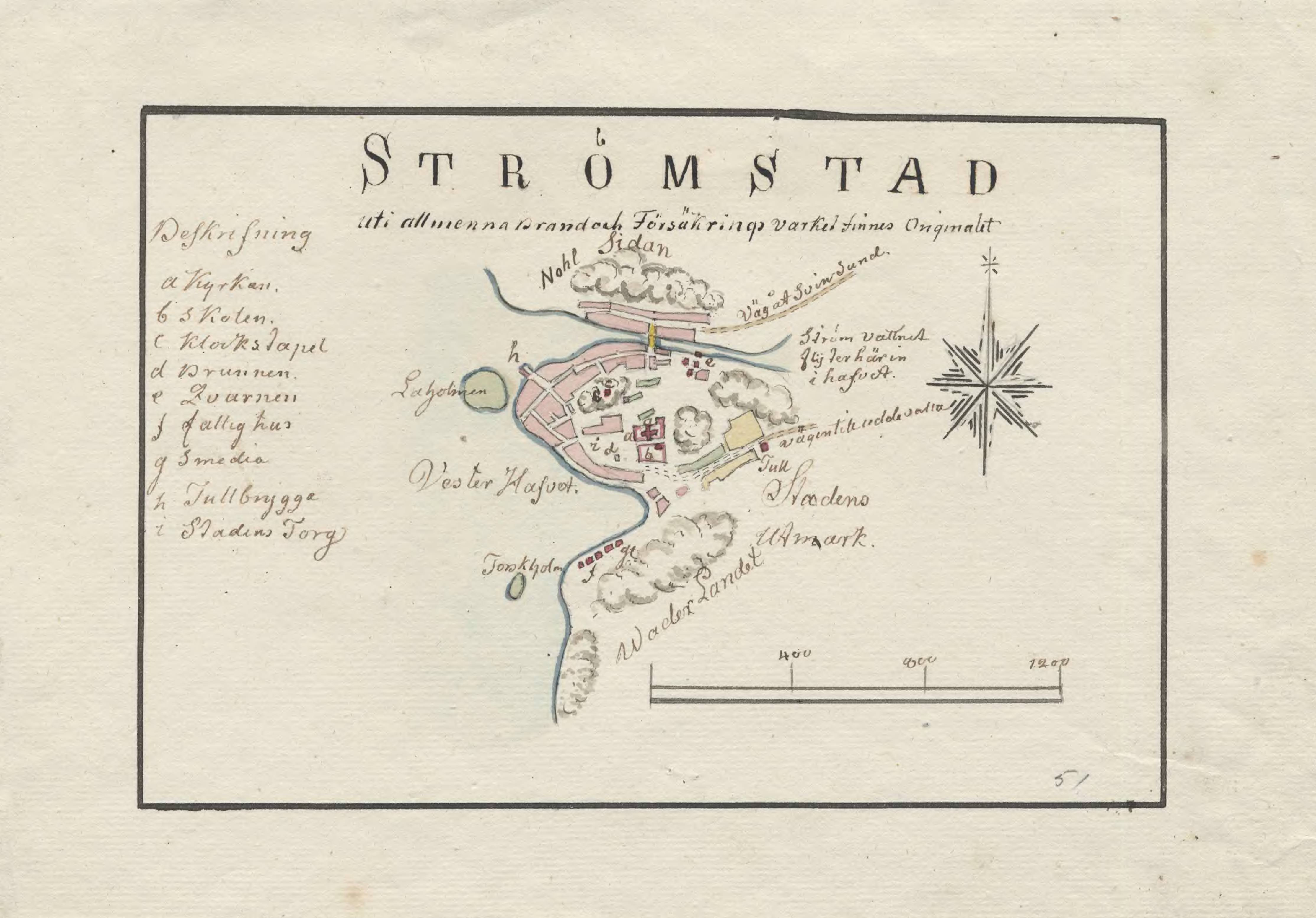
Karta över Strömstad från 1790-talet

Under kriget mot Norge 1716–1718 var Strömstad högkvarter för Karl XII. I Strömstad bodde Karl XII hos borgmästare Ivar Olofsson Kamp, vars hus låg ungefär där polishuset i dag har sin bakgård. De sista resterna av Kamps hus bortschaktades 1991.
År 1717 utsattes Strömstad för två anfall av en dansk flottstyrka under Tordenskjold. Trupper landsattes den 8 juli, men möttes av 1 800 svenskar under generalmajor Johan Giertta och kastades tillbaka. Den 3 augusti slogs ett nytt anfall tillbaka. Ett monument på Laholmen minner om de hårda striderna. Under april–oktober 1718 styrdes riket från borgmästare Kamps hus, Då planlades också den ödesdigra attacken mot Fredrikstens fästning, som slutade med kungens död 30 november 1718.
Linné-lärjungen Pehr Kalm besökte Strömstad och Kosteröarna under sommaren 1742 och sammanfattade i "Resa till Bohuslän" sina intryck av nordbohuslänningen: "Et arbetsamt och idogt folk var här öfver alt af bägge könen, enkannerligen kan väl icke flitigare folk gifvas än mästa parten af Fiskarena; de lata voro här sällsynte … Eljest är det i gemen at säga et mycket fromt och godt folk, trogna mot öfverhet, hörsamma mot sina förmän, lydige mot sina lärare, vänlige och enhällige inbördes och sins emellan, trägne i sina sysslor. Falskheten och et förstält väsende har ännu icke hunnit nästla sig här in."
Efter en lång period av lugn bröts freden 1788, då prins Karl av Hessen ryckte in i Bohuslän över Svinesund och under en kort tid besatte Strömstad. Denna gång blev det inga våldsamheter, i stället rådde ett vänskapligt förhållande mellan inkräktarna och stadens invånare.
Under 1700-talet utvecklades staden, mycket tack vare de stora sillperioderna. Strömstad hade cirka 300 invånare omkring 1750, men det stundom mycket goda och inkomstbringande sillfisket gav en ekonomisk skjuts framåt. År 1805 hade folkmängden ökat till nära 1 100.

### 1800-talet
I april 1808 försökte en norsk eskader under befäl av kapten Motzfeldt landstiga i Strömstad. Angreppet avslutades med att den norska styrkan drog sig tillbaka. Under många år firades segern i stadsparken med en årlig fest den 27 april. År 1827 skadades emellertid en ung man av en exploderande salutkanon, varvid Karl XIV Johan förbjöd staden att fortsättningsvis fira detta minne.
Strömstad blev i slutet av 1700-talet känd som bad- och hälsoort. Lejonkällan utanför Surbrunn hade redan 1782 gott rykte som hälsokälla och nyttjades flitigt av brunnsgäster under hela 1800-talet. Vid Bojarkilen fanns sedan 1786 Sveriges första varmbadhus. Under 1800-talet byggdes två nya varmbadhus ungefär där dagens badhus finns. Dåvarande kronprins Oscars (senare Oscar I) upprepade besök bidrog till att Strömstad blev en av landets mest populära badorter.
Emelie Flygare Carlén var född i Strömstad. Hon blev en av 1800-talets mest lästa och spridda författare.

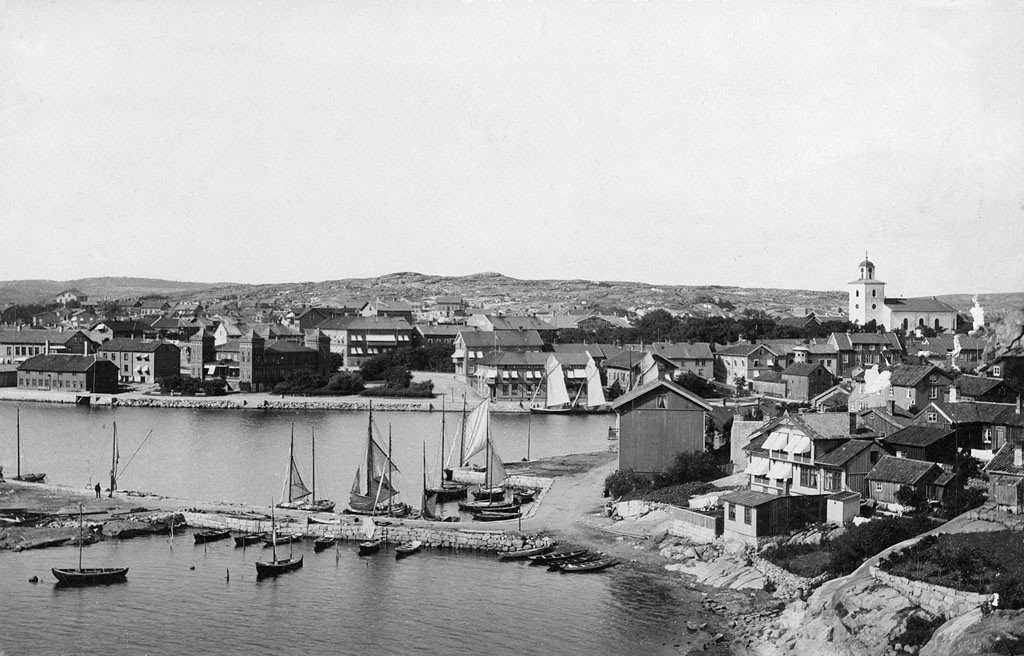
Strömstad på 1880-talet

Sjöfartsstaden Strömstad växte fram under 1800-talet, då många fartyg i kusttrafiken hade sin hemmahamn här. Kustfiske och småskalig redarverksamhet blev viktiga näringar för staden.

### 1900-talet

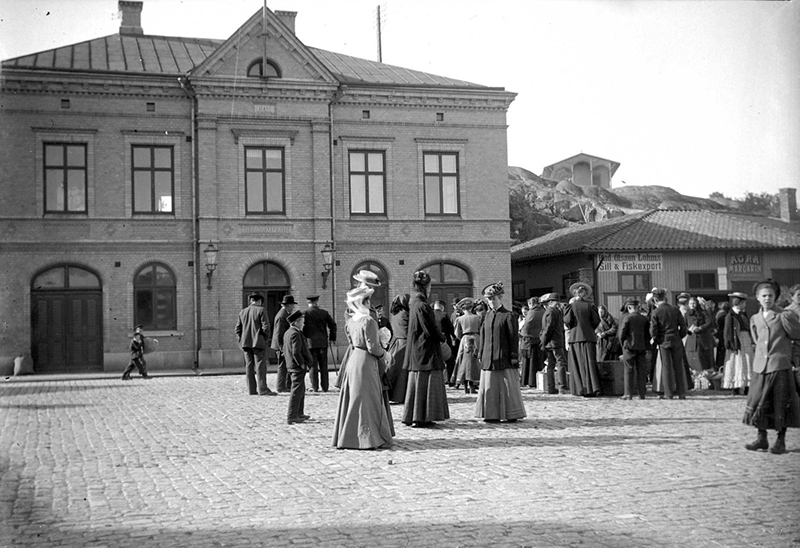
Tullhuset i Strömstad, 1907.

Under 1900-talet fick handel och vissa tjänster allt större betydelse, liksom bland annat fiskerinäringen som konservindustri samt mekaniska verkstäder. Turist- och servicenäringen har jämte den omfattande gränshandeln förblivit de viktigaste näringarna i kommunen.
Kring sekelskiftet 1900 fick stenindustrin ett stort uppsving, som varade till 1930-talet. Krokstrands samhälle var vid denna tid större än Strömstad. Bohusläns äldsta Folkets hus finns fortfarande bevarat mitt i det gamla stenhuggarsamhället och används till sammankomster och olika kulturella arrangemang.
År 1912 skrevs den välkända Kostervalsen av David Hellström och Göran Svenning. Kostervalsen blev en så kallad landsplåga under flera decennier framåt.
Strömstads i särklass störste kulturpersonlighet är konstnären Inge Schiöler (1908–1971). Schiöler tillhör de främsta av de sk. Göteborgskoloristerna. Många av hans motiv är hämtade från Strömstads rika arkipelag.
I början av 1970-talet började man att projektera inför byggandet av en gasplattform. Man började i den norra delen av staden, i ett område som heter Kebal. Där tillverkades bottenfundamentet som senare bogserades vidare till Kålvik norr om Strömstad. Kålvik byggdes ut till att bli en hamn med ett så kallade djupvattenläge och en fri ränna djup nog att klara slutbogseringen av plattformen ut till Nordsjön. I samband med byggandet, som varade i fem år, rustades infrastrukturen upp.
Vid tre tillfällen under 1900-talet har Strömstad befunnit sig i närheten av internationella konflikter. Vid upplösningen av unionen mellan Sverige och Norge 1905 var det ett tag mycket spänt vid gränsen. Militär hade besatt staden och svenska flottan befann sig på redden i högsta beredskap. Under första världskriget 1914–18 förlades trupp till Strömstad, landstormen mobiliserades och flottan gjorde besök i staden. Under andra världskriget 1939–45 gränsade Strömstad till en krigszon och två tyska flygplan blev nedskjutna över staden. Många Strömstadsbor bistod den norska motståndsrörelsen.
Som en symbol för banden mellan Norge och Sverige invigdes Svinesundsbron den 15 juni 1946 av konung Håkon VII och kronprins Gustaf Adolf. Nästan sextio år senare, den 10 juni 2005, invigdes den nya bron av kungarna Carl XVI Gustaf och Harald V.

### Administrativa tillhörigheter
Strömstads stad, utbruten omkring 1670 ur Skee socken, ombildades vid kommunreformen 1862 till en stadskommun. Stadskommunen utökades 1967 och uppgick 1971 i Strömstads kommun där Strömstad sedan dess är centralort.
I kyrkligt hänseende har orten sedan 1670 hört till Strömstads församling, Skee församling dessförinnan.
Orten ingick till 1944 i domkretsen för Strömstads rådhusrätt och därefter till 1971 i Norrvikens tingslag. Från 1971 till 2004 ingick orten i Strömstads domsaga och Strömstad ingår sedan 2004 i Uddevalla domsaga.

### Befolkningsutveckling i tätorten Strömstad
| Befolkningsutvecklingen i Strömstad 1960–2020 | Befolkningsutvecklingen i Strömstad 1960–2020 | Befolkningsutvecklingen i Strömstad 1960–2020 | Befolkningsutvecklingen i Strömstad 1960–2020 | Befolkningsutvecklingen i Strömstad 1960–2020 |
| --------------------------------------------- | --------------------------------------------- | --------------------------------------------- | --------------------------------------------- | --------------------------------------------- |
|                                               |                                               |                                               |                                               |                                               |
| År                                            |                                               |                                               | Folkmängd                                     | Areal (ha)                                    |
| 1960                                          | 1960                                          |                                               | 3 985                                         |                                               |
| 1965                                          | 1965                                          |                                               | 4 255                                         |                                               |
| 1970                                          | 1970                                          |                                               | 4 447                                         |                                               |
| 1975                                          | 1975                                          |                                               | 4 735                                         |                                               |
| 1980                                          | 1980                                          |                                               | 4 693                                         |                                               |
| 1990                                          | 1990                                          |                                               | 5 403                                         | 280                                           |
| 1995                                          | 1995                                          |                                               | 5 776                                         | 295                                           |
| 2000                                          | 2000                                          |                                               | 5 969                                         | 315                                           |
| 2005                                          | 2005                                          |                                               | 6 110                                         | 328                                           |
| 2010                                          | 2010                                          |                                               | 6 288                                         | 340                                           |
| 2015                                          | 2015                                          |                                               | 7 176                                         | 466                                           |
| 2020                                          | 2020                                          |                                               | 7 470                                         | 458                                           |
| Anm.: Sammanvuxen med Östra Ånneröd 2015.     |                                               |                                               |                                               |                                               |

## Turism
Idag är Strömstad i hög grad beroende av turism. Hundratusentals människor besöker staden varje sommar, och gästhamnen samt campingarna är fulla mellan midsommar och mitten av augusti. Dominerande, med nästan 85 procent, är norrmännen som med båt har runt 20 minuter från norska fastlandet till Strömstad, vilket gör att denna väg är väldigt populär. Strömstad har mer än fem campingplatser, varav Daftö resort är en av Sveriges största. Kosteröarna är också ett populärt turistmål och från Strömstad går det snabbåtar ut till både den norra och den södra ön.

### Handelsturism
Den vanligaste typen av turister är endagsbesökare som kommer med bil eller buss för att handla matvaror, alkohol och tobak. Den norska statens punktskatter på diverse varor har orsakat prisskillnader till Sveriges fördel, vilka motiverar sådan trafik. Denna gränshandel har medfört att man inom kommunen har byggt ut flera köpcentra och handelsområden. 
På 1950-, 1960- och 1970-talen var många varor istället billigare i grannlandet Norge. Då åkte svenskar till Norge för att handla i första hand mjöl, socker och margarin. Barn var populära att ta med för inköpen då den tillåtna införselkvoten baserades på antal personer i sällskapet. Härav uttrycket "margarinungar".

### Naturturism
I Strömstad slutar den 36 mil långa Bohusleden. Vandringsleden startar i Lindome strax söder om Göteborg och följer Bohusläns inland.

### Sevärdheter
Ett under många decennier populärt turistmål i Strömstad är anläggningen Alaska på ön Nord Långö. Alaska består av murade konstverk och byggnader dekorerade med natursten och snäckor. Den skapades under många år av guldgräverskan Hilma Svedal (1870–1965) efter hennes hemkomst till Sverige. Inspirerad av sina 30 år i Alaska rodde Hilma själv runt och samlade sten till sina spännande kreationer på ön.

### Båtturism
Strömstad är startpunkt för många båt- och fisketurer. Man kan till exempel följa med på en tur som går ut till räktrålaren, medan den drar upp trålen, sorterar och kokar räkan. Får på så sätt se det hållbara och småskaliga fisket. Förutom dessa finns också den reguljära Kostertrafiken till Kosteröarna. Kosteröarna är nästan bilfria och erbjuder bra förutsättningar för cyklister. Gods transporteras oftast på öarna med traktor eller flakmoped. Det finns även möjlighet att ta sig ut i Kosterhavets marina nationalpark både från centrum, Lagunen och Daftö. 
Förutom ovan nämnda båt- och fisketurer är färjor till och från Norge ett dominerande inslag i hamnen. Över färjeläget beläget på Torskholmen passerar över en miljon resenärer årligen. Färjorna transporterar även bilar och lastbilar mellan länderna.
Lite mindre passagerarfartyg trafikerar sträckan Strömstad-Skjärhalden, Hvaleröarna i Norge. Lagom för en dagstur.

### Skärtorsdagen
Årligen reser många norska ungdomar till Strömstad på skärtorsdagen på hejsatur, något som av Strömstadsborna ses som allt från ett problem till ett vårtecken.

## Kommunikationer

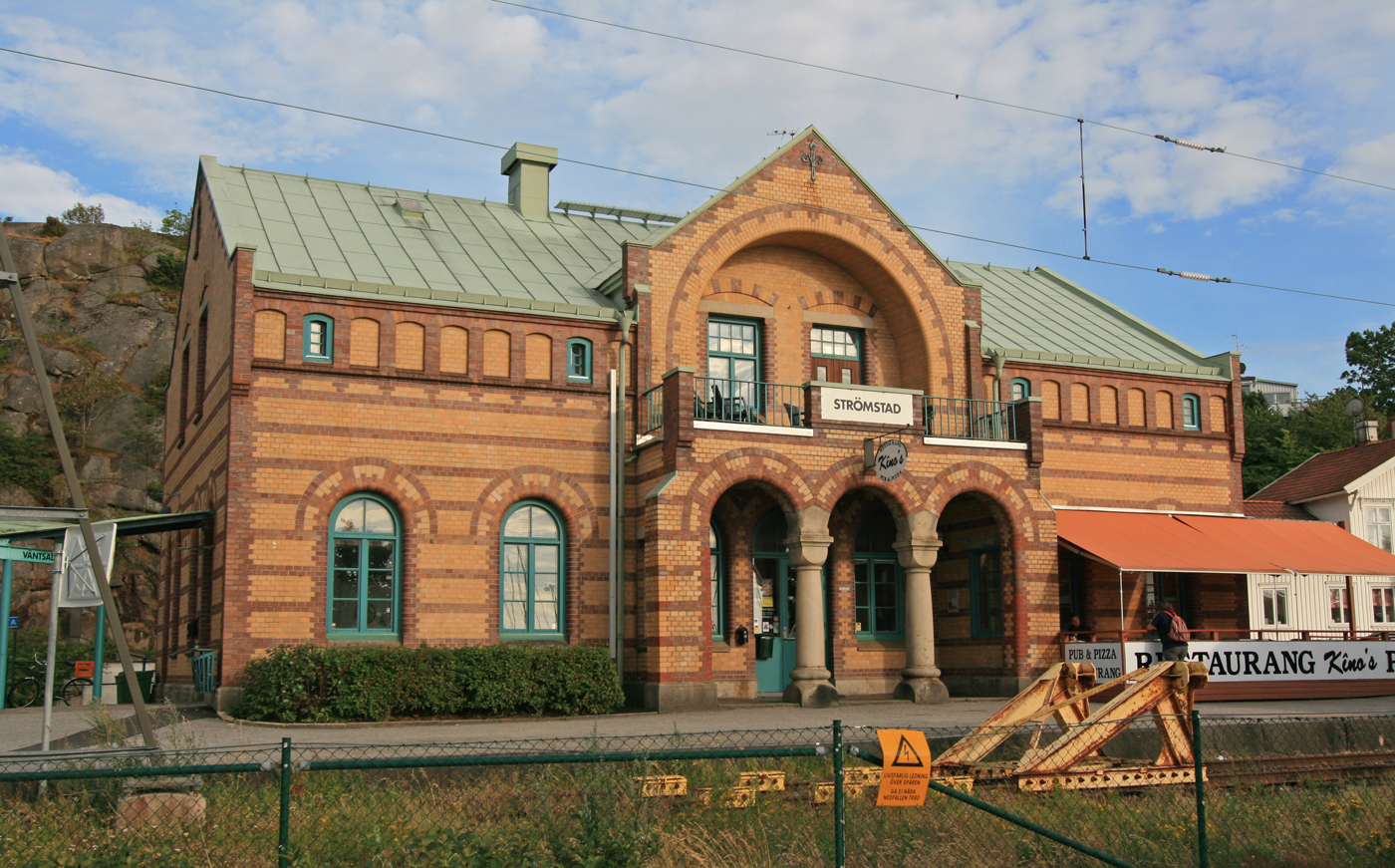
Strömstads järnvägsstation

### Tåg
- Bohusbanan till Uddevalla och Göteborg

### Buss
- Strömstadsexpressen till Uddevalla
- Gränspendeln till Norge

### Vägar
Utanför Strömstad går E6:an som är en del i den viktiga motorvägen mellan Oslo och Köpenhamn via Göteborg och Malmö.

### Färjor
- Kosterbåtarna
- Color Line - färja till Sandefjord i Norge  har 1 färja Color Hybrid.
- Nadir Hvaler Fjordcruise - Strömstad - Skjärhalden, Hvaleröarna i Norge
- Skärgårdsturer i Kosterhavets marina nationalpark med historiska guidningar.
- Alaska Färja - till Nord-Långö och Alaska

## Näringsliv

### Handel
Centrala Strömstad präglas av bostadshus med butiker på gatuplanet. Enligt SCB:s avgränsning av handelsområden för år 2015 finns ett område med koden H1486001 som omfattar centrala Strömstad och hade 45 arbetsställen för detaljhandel med runt 200 anställda. Här finns bland annat en Ica-butik, tidigare kallad Centrumhallen. En föregångare till Centrumhallen var O.T. Karlsson som startade på Buktegatan 1.
Strömstads lokala konsumentförening var Strömstads kooperativa handelsförening, grundad 1911. Föreningen uppgick 1963 i Konsum Bohuslän-Dal. Ett nytt Domusvaruhus på Oslovägen 1 invigdes i juni 1972. Domushuset inhyste år 2021 alltjämt en Coop-butik.
En tidigare Ica Kvantum vid en rondell i ortens nordöstra del gjordes i november 2006 om till en Eurocash. Handelsområdet runt Eurocash och längs med Oslovägen utökades under de följande åren och år 2015 invigdes Gallerian Strömstad, bland annat för att konkurrera om gränshandeln. I gallerian fanns en Eurocashbutik som hette "Strömstad Mat", men den gjordes under 2019 om till en Willys. Gallerian bytte namn till Strömstads shoppingcenter år 2019. SCB:s avgränsning för handelsområden 2015 gav shoppingcentret och dess omgivning koden H1486006 och räknade med runt 250 anställda på 25 arbetsställen.
I november 2012 öppnade en ny Ica Kvantum i Prästängen i stadens södra delar. Den ligger tillsammans med bland annat Jysk i en handelsbyggnad kallad "Ringen".
Systembolaget har två butiker i tätorten, trots ortens relativt lilla storlek på 340 hektar (2010).

### Bankväsende
Strömstads sparbank bildades 1851. Orten fick ytterligare en sparbank 1897 när Vette sparbank etablerade sig i staden. Vette sparbank uppgick 1983 i Strömstads sparbank, som i sin tur 1991 uppgick i Sparbanksgruppen, som senare blev en del av Swedbank.
Örebro enskilda bank hade ett kontor i Strömstad som år 1874 togs över av Göteborgs enskilda bank. Den 1 december 1913 öppnade även Göteborgs handelsbank ett kontor i Strömstad. År 1949 övertog Skandinaviska banken Göteborgs handelsbank och dess kontor i Strömstad. Norska banken Kreditkassen öppnade ett kontor i Strömstad i juni 1995, men lämnade orten redan i början av 1997. Handelsbanken etablerade sig i Strömstad först år 2007.
Den 28 maj 2021 stängde Handelsbanken sitt kontor i Strömstad. Därefter fanns SEB, Nordea och Swedbank kvar i staden.

## Kultur
- Tjärnö marinbiologiska laboratorium
- Strömstads museum
- Konsthallen Lokstallet

### Sport
IFK Strömstad (bildat 1907) är den lokala fotbollsklubben.

### Tidningar
- Strömstads Tidning/Norra Bohuslän
- Bohusläningen
- Björklövet

## Bildgalleri

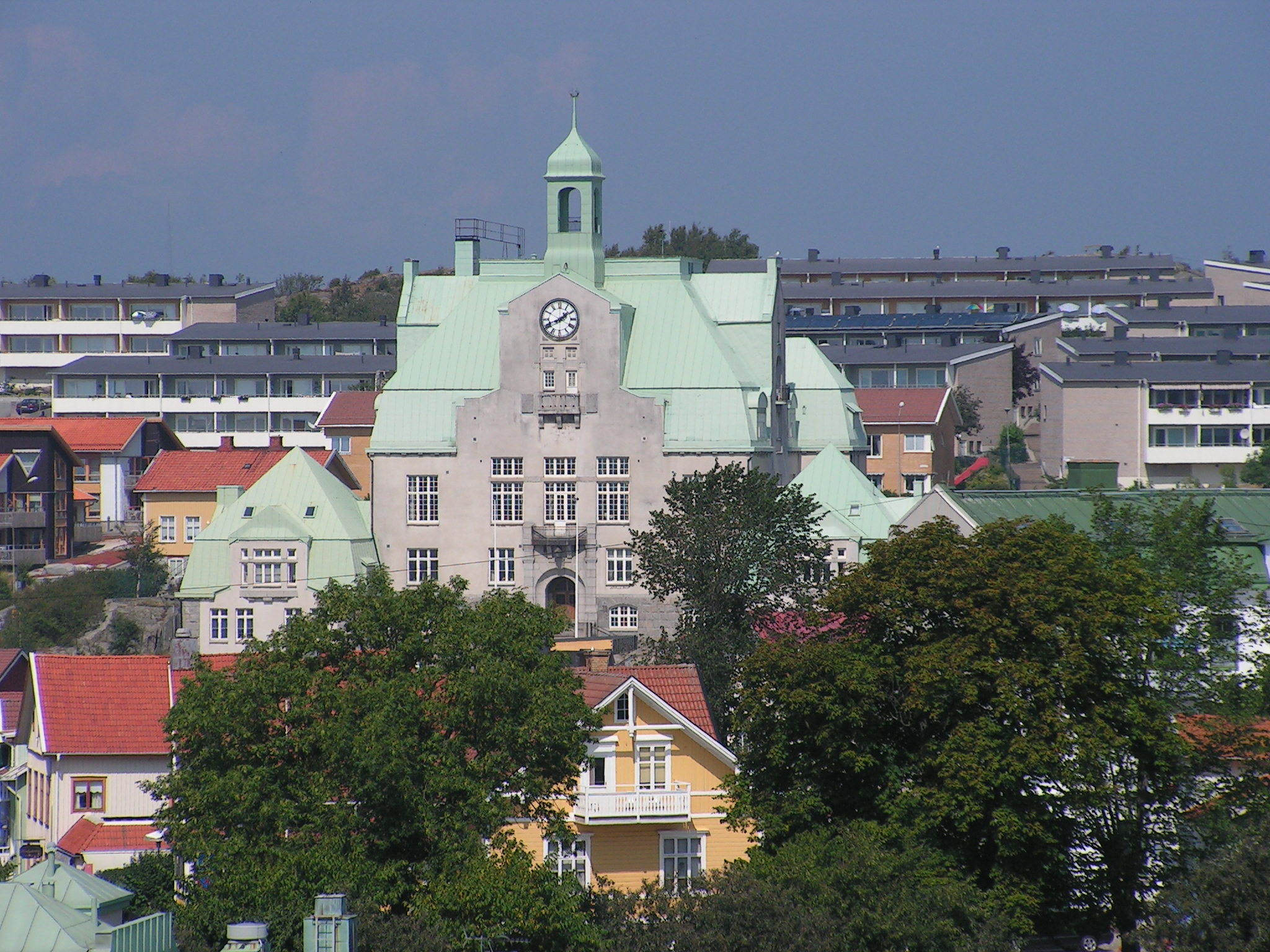
Strömstads stadshus
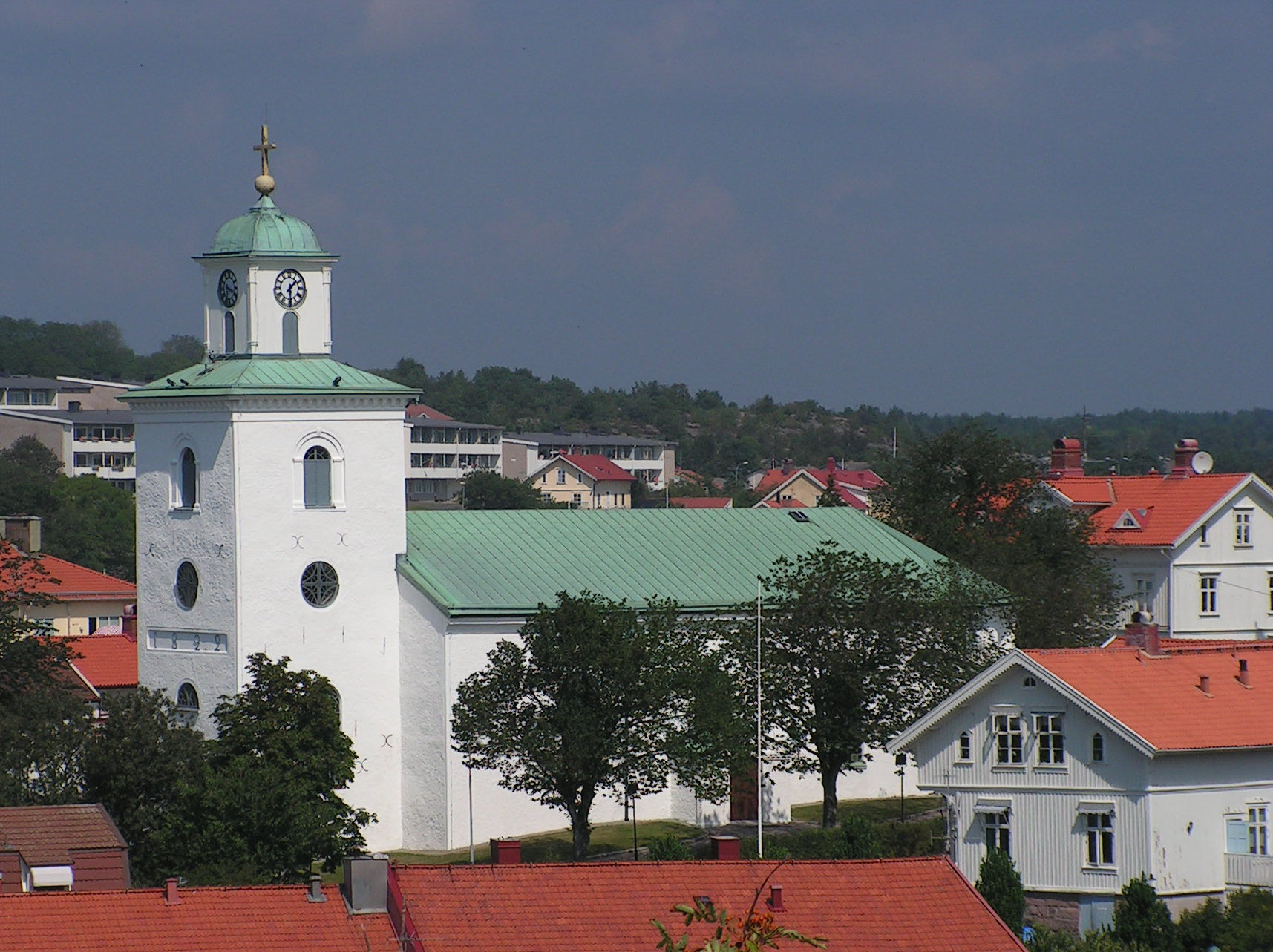
Strömstads kyrka
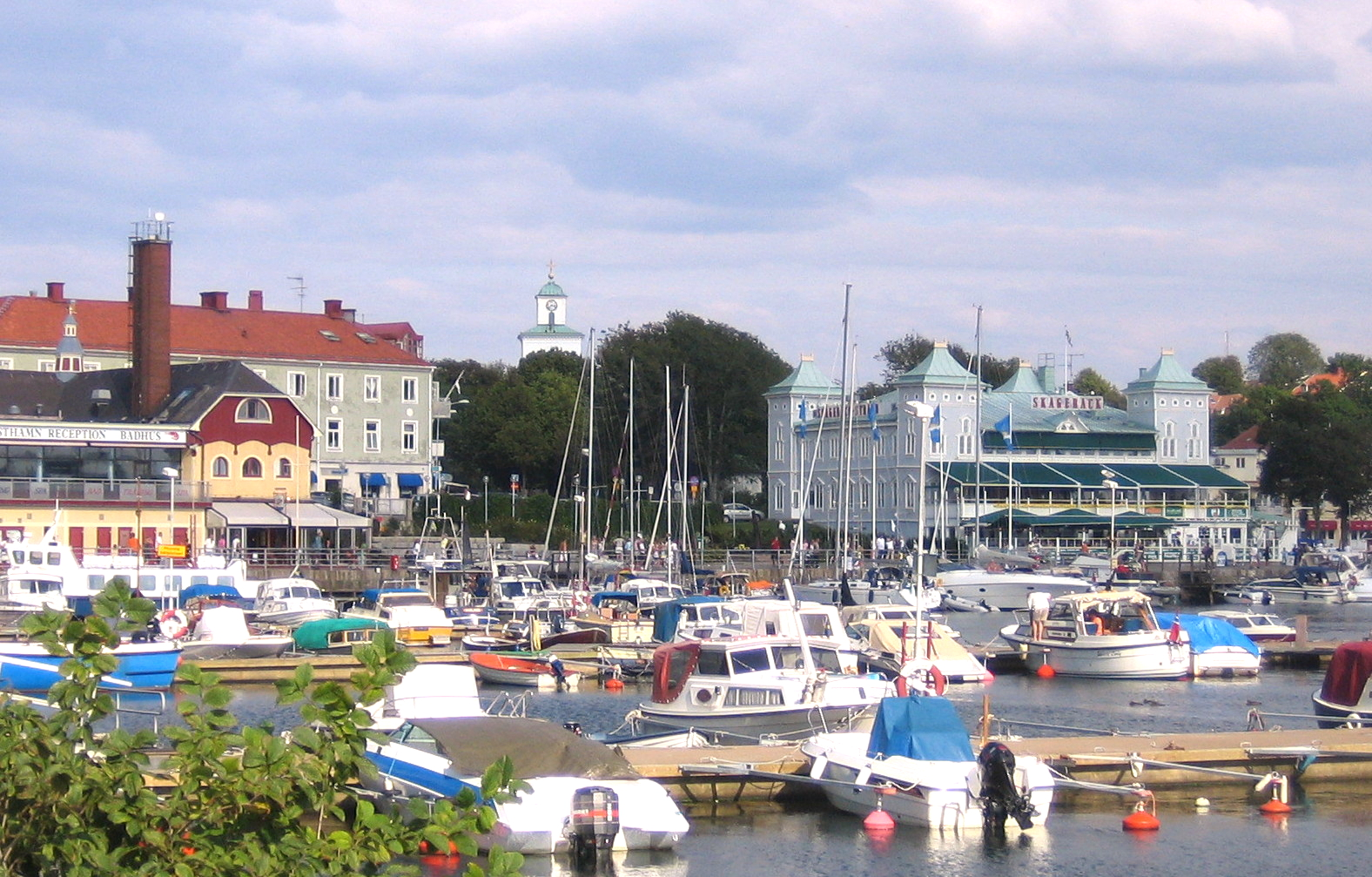
Hamnen vid Strömstads centrum, med bland annat Societetshuset Skagerack, 2006